# Кім Іль Сун
Кім Іль Сун (нар. 24 січня 1969) — колишня південнокорейська тенісистка.
Найвищу одиночну позицію світового рейтингу — 201 місце досягла 14 січня 1991, парну — 157 місце — 24 квітня 1995 року.
Здобула 6 одиночних та 21 парний титул туру ITF.
Завершила кар'єру 2000 року.

## Фінали ITF
| Легенда         |
| --------------- |
| турніри $25,000 |
| турніри $10,000 |

### Одиночний розряд (6–4)
| Результат | Ранг | Дата           | Турнір                   | Покриття | Суперниця        | Рахунок       |
| --------- | ---- | -------------- | ------------------------ | -------- | ---------------- | ------------- |
| Перемога  | 1.   | 14 серпня 1989 | ITF Чатем, США           | Тверде   | Река Монокі      | 6–3, 6–2      |
| Поразка   | 2.   | 18 червня 1990 | ITF Сент-Саймонс, США    | Ґрунт    | Деббі Грем       | 6–7, 1–6      |
| Перемога  | 3.   | 2 липня 1990   | ITF Мобіл, США           | Тверде   | Палома Коллантес | 6–4, 6–4      |
| Поразка   | 4.   | 5 серпня 1991  | ITF Тайбей, Тайвань      | Тверде   | Ван Си-тін       | 6–4, 4–6, 4–6 |
| Поразка   | 5.   | 19 серпня 1991 | ITF Тайбей, Тайвань      | Ґрунт    | Ван Ші-тін       | 2–6, 6–2, 2–6 |
| Перемога  | 6.   | 8 червня 1992  | ITF Сеул, Південна Корея | Тверде   | Пак Сон Хі       | 6–4, 6–3      |
| Перемога  | 7.   | 8 лютого 1993  | ITF Суракарта, Індонезія | Тверде   | Kim Soon-mi      | 6–4, 6–2      |
| Перемога  | 8.   | 3 жовтня 1994  | ITF Ібаракі, Японія      | Тверде   | Аннабел Еллвуд   | 7–5, 7–6(5)   |
| Перемога  | 9.   | 17 жовтня 1994 | ITF Куґаяма, Японія      | Тверде   | Міхо Саекі       | 6–4, 6–0      |
| Поразка   | 10.  | 24 жовтня 1994 | ITF Кіото, Японія        | Тверде   | Аннабел Еллвуд   | 4–6, 6–7      |

### Парний розряд (21–2)
| Результат | Ранг | Дата             | Турнір                         | Покриття   | Партнерка      | Суперниці                            | Рахунок          |
| --------- | ---- | ---------------- | ------------------------------ | ---------- | -------------- | ------------------------------------ | ---------------- |
| Перемога  | 1.   | 13 червня 1988   | ITF Бірмінгем, Велика Британія | Ґрунт      | Лі Чон Мьон    | Алісса Файнермен Кей Лаутіан         | 6–1, 6–3         |
| Перемога  | 2.   | 20 червня 1988   | ITF Мобіл, США                 | Тверде     | Лі Чон Мьон    | Рената Баранскі Робін Лемб           | 7–5, 6–2         |
| Перемога  | 3.   | 27 червня 1988   | ITF Огаста, США                | Тверде     | Лі Чон Мьон    | Софі Ам'яш Лайза Боббі               | 6–1, 6–2         |
| Перемога  | 4.   | 6 лютого 1989    | Мідленд, США                   | Тверде (i) | Лі Чон Мьон    | Мередіт Макґрат Шон Стаффорд         | 2–6, 6–2, 6–4    |
| Перемога  | 5.   | 6 листопада 1989 | Мацуяма, Японія                | Тверде     | Лі Чон Мьон    | Лінн Нейборс Лупіта Новело           | 6–1, 6–4         |
| Поразка   | 6.   | 30 квітня 1990   | Бангкок, Таїланд               | Тверде     | Лі Чон Мьон    | Джулі Річардсон Джейн Томас          | 4–6, 4–6         |
| Перемога  | 7.   | 18 червня 1990   | Сент-Саймонс, США              | Ґрунт      | Лі Чон Мьон    | Шеннен Маккарті Стейсі Шеффлін       | 6–2, 2–6, 6–4    |
| Перемога  | 8.   | 2 липня 1990     | Мобіл (Алабама), США           | Тверде     | Лі Чон Мьон    | Джин Лозано Лупіта Новело            | 6–1, 6–0         |
| Перемога  | 9.   | 9 липня 1990     | Фаєттвілл, США                 | Тверде     | Лі Чон Мьон    | Джин Лозано Лупіта Новело            | 4–6, 7–6(3), 6–3 |
| Перемога  | 10.  | 3 червня 1991    | Кванджу, Південна Корея        | Ґрунт      | Лі Чон Мьон    | Choi Eul-seon Han Eun-ju             | 6–1, 6–3         |
| Перемога  | 11.  | 10 червня 1991   | Сеул, Південна Корея           | Ґрунт      | Лі Чон Мьон    | Choi Eul-seon Han Eun-ju             | 6–2, 4–6, 7–5    |
| Перемога  | 12.  | 5 серпня 1991    | Тайбей, Тайвань                | Ґрунт      | Sohn Mi-ae     | Jeung Hwa-ju Лі Чон Мьон             | 7–5, 6–2         |
| Перемога  | 13.  | 19 серпня 1991   | Тайбей, Тайвань                | Ґрунт      | Sohn Mi-ae     | Jeung Hwa-ju Лі Чон Мьон             | 6–0, 7–6(3)      |
| Перемога  | 14.  | 26 серпня 1991   | Тайбей, Тайвань                | Ґрунт      | Sohn Mi-ae     | Пак Сон Хі Pyo Hye-jeong             | 7–5, 6–4         |
| Перемога  | 15.  | 1 червня 1992    | Сеул, Південна Корея           | Ґрунт      | Лі Чон Мьон    | Романа Теджакусума Сузанна Вібово    | 6–3, 6–3         |
| Перемога  | 16.  | 8 червня 1992    | Сеул, Південна Корея           | Тверде     | Лі Чон Мьон    | Романа Теджакусума Сузанна Вібово    | 6–3, 6–4         |
| Перемога  | 17.  | 8 лютого 1993    | Суракарта, Індонезія           | Тверде     | Kim Soon-mi    | Романа Теджакусума Наталія Соетрісно | 6–3, 6–2         |
| Перемога  | 18.  | 24 січня 1994    | Суракарта, Індонезія           | Тверде     | Choi Ju-yeon   | Наталія Соетрісно Сузанна Вібово     | 6–0, 2–6, 6–4    |
| Перемога  | 19.  | 30 травня 1994   | Тегу, Південна Корея           | Ґрунт      | Пак Сон Хі     | Kim Soon-mi Pyo Hye-jeong            | 6–7(1), 6–1, 6–4 |
| Перемога  | 20.  | 6 червня 1994    | Сеул, Південна Корея           | Тверде     | Kim Yeon-sook  | Lee Eun-jeong Shin Bo-kyung          | 6–7(2), 6–1, 6–0 |
| Перемога  | 21.  | 3 жовтня 1994    | ITF Ібаракі, Японія            | Тверде     | Ямаґісі Йоріко | Асагое Сінобу Іноуе Харука           | 6–2, 6–1         |
| Перемога  | 22.  | 10 жовтня 1994   | ITF Куросіо, Японія            | Тверде     | Танака Юка     | Park In-sook Сасано Йосіко           | 6–1, 6–1         |
| Поразка   | 23.  | 17 жовтня 1994   | ITF Куґаяма, Японія            | Тверде     | Park In-sook   | Аннабел Еллвуд Труді Мусгрейв        | 4–6, 0–6         |